# 细芒羊茅
细芒羊茅（学名：Festuca stapfii）为禾本科羊茅属下的一个种。

## 扩展阅读
- 維基物種上的相關：细芒羊茅